# Medusanthera laxiflora
Medusanthera laxiflora är en järneksväxtart som först beskrevs av John Miers, och fick sitt nu gällande namn av Howard. Medusanthera laxiflora ingår i släktet Medusanthera och familjen Stemonuraceae. Inga underarter finns listade i Catalogue of Life.